# Харченко, Олесь Николаевич
Олесь (Александр) Николаевич Харченко (род. 2 ноября 1946 года в с. Шендеровка (Черкасская область)) — советский и украинский певец (лирический тенор), народный артист УССР (1987). Лауреат Шевченковской премии 1985 года в составе вокального квартета «Явор».

## Биография
Родился 2 ноября 1946 года в с. Шендеровка, Корсунь-Шевченковский район, Черкасская область.
В 1964—1965 годах проходил учебную студию при хоре им. Верёвки у С. Павлюченко и Ю. Кроткевича, в 1965—1971 годах учился на филологическом факультете Киевского государственного университета.
Творческий путь начал с 1966 года певцом капеллы бандуристов бывшей УССР, затем в 1968—1971 годах пел в мужской капелле, ныне капелла им. Ревуцкого. В 1973—1975 годах пел в государственной заслуженной капелле «Думка». А с 1975 года более 15 лет был солистом вокального квартета «Явор». Вместе с квартетом «Явор» гастролировал в Польше, Германии, Чехословакии, Венгрии, Монголии, Афганистане, Канаде, США. Организовывал записи пластинки квартета «Явор» (1981), выпуски трёх аудиоальбомов «Явора» (1984, 1990, 1991). Упорядочил и издал сборник украинских песен «Поёт квартет „Явор“» (1988). В 1994 году организовал создание мужского вокального ансамбля «Фавор» и дуэта «Олесь и Валентина Харченко». В 1998 году осуществил запись альбома ансамбля «Фавор» «За Украину, за её волю», а в 2006 году «Всё любовью измерено до дна» дуэта «Олесь и Валентина Харченко».
До настоящего времени даёт сольные концертные выступления, занимается общественно-художественной деятельностью. Живёт и работает в Киеве.